# Collège de Périgueux
Le Collège de Périgueux, ou Collège des Jésuites, est un ancien établissement d'enseignement fondé par le consulat de Périgueux en 1531, avant d'être confié à la Compagnie de Jésus en 1592 jusqu'en 1762. La cité scolaire Bertran-de-Born est aujourd'hui l'héritière de cet enseignement.

## Historique
En 1530, les consuls de la ville décident de construire un collège. Pour cela, le maire et les consuls ont acheté la maison de Pierre Dupuy, le 7 octobre 1531. Le collège est cité en 1574 dans la Cosmographie universelle de tout le monde de François de Belleforest.
Des jésuites chassés de Bordeaux arrivent à Périgueux en juillet 1589. Le Père Clément, provincial de la Compagnie, est venu à Périgueux pour discuter de la fondation d'un collège. L'accord est passé le 23 décembre 1591 entre les autorités de la ville avec le Père Clément, provincial des jésuites. La ville a offert 1 000 livres de rentes et des subsides pour aménager leur maison et a acheté quatre maisons voisines pour les démolir afin d'agrandir leur jardin. 
Un accord sur la nouvelle maison d'éducation confiée aux jésuites est approuvé par Claudio Acquaviva, général des jésuites le 23 avril 1592. Le collège est fondé une seconde fois le 9 octobre 1592. Quand le Père général Acquaviva ayant trouvé le terrain du collège insalubre, il a obtenu de la commune un terrain plus grand pour construire un collège en achetant des maisons voisines. Le provincial a promis d'entretenir six régents de la Compagnie de Jésus contre un revenu de 3 000 livres payé par la ville, l'évêque et les chapitres de la cathédrale Saint-Étienne et de la collégiale Saint-Front. De plus, la ville a octroyé 6 000 livres payables en six ans et s'est obligé à construire une église, à équiper en mobilier la maison et à acheter des ouvrages pour la bibliothèque.
En 1594, à la suite de l'attentat de Jean Châtel, ancien élève du collège de Clermont, perpétré contre Henri IV, le parlement de Paris condamne les Jésuites à la proscription du royaume en 1595. Les archives municipales montrent que cela n'a pas été le cas à Périgueux. Les Jésuites ont continué leur enseignement à Périgueux à la suite d'une requête des habitants. L'évêque de Périgueux et son chapitre certifient au roi que les jésuites sont bien présents le 26 juillet 1598. En 1598, une enquête est faite sur la vie et les bonnes mœurs des Jésuites de Périgueux. Ils prêtent serment de fidélité au roi en 1604. F. Bord, chanoine de la collégiale Saint-Front Périgueux, a été le premier recteur du collège.
En mars 1605 est posée la première pierre du grand bâtiment, c'est-à-dire la maison d'habitation.. 
Une chapelle provisoire a existé entre 1605 et 1629 construite par Barthélemy Béraud, jésuite et charpentier. La construction d'une nouvelle église a commencé vers 1631 sur une partie de l'actuelle place Hoche. Le dessin a dû être proposé par le frère Pierre Péraudeau, qui a été architecte et a travaillé sur le collège des Jésuites de Poitiers et a secondé le Père François Derand à Paris en 1629-1630. Les fondations sont payées en 1636. Pierre Péraudeau meurt en 1643. Annet Durecluz, chanoine de Saint-Étienne, donne 3 000 livres en 1649 pour « parachever de bâtir ladite église ». Entre 1644 et 1651, le chantier est repris sous la direction de trois Frères jésuites, Mathurin Biziou, François Légereau et son frère Nicolas. 

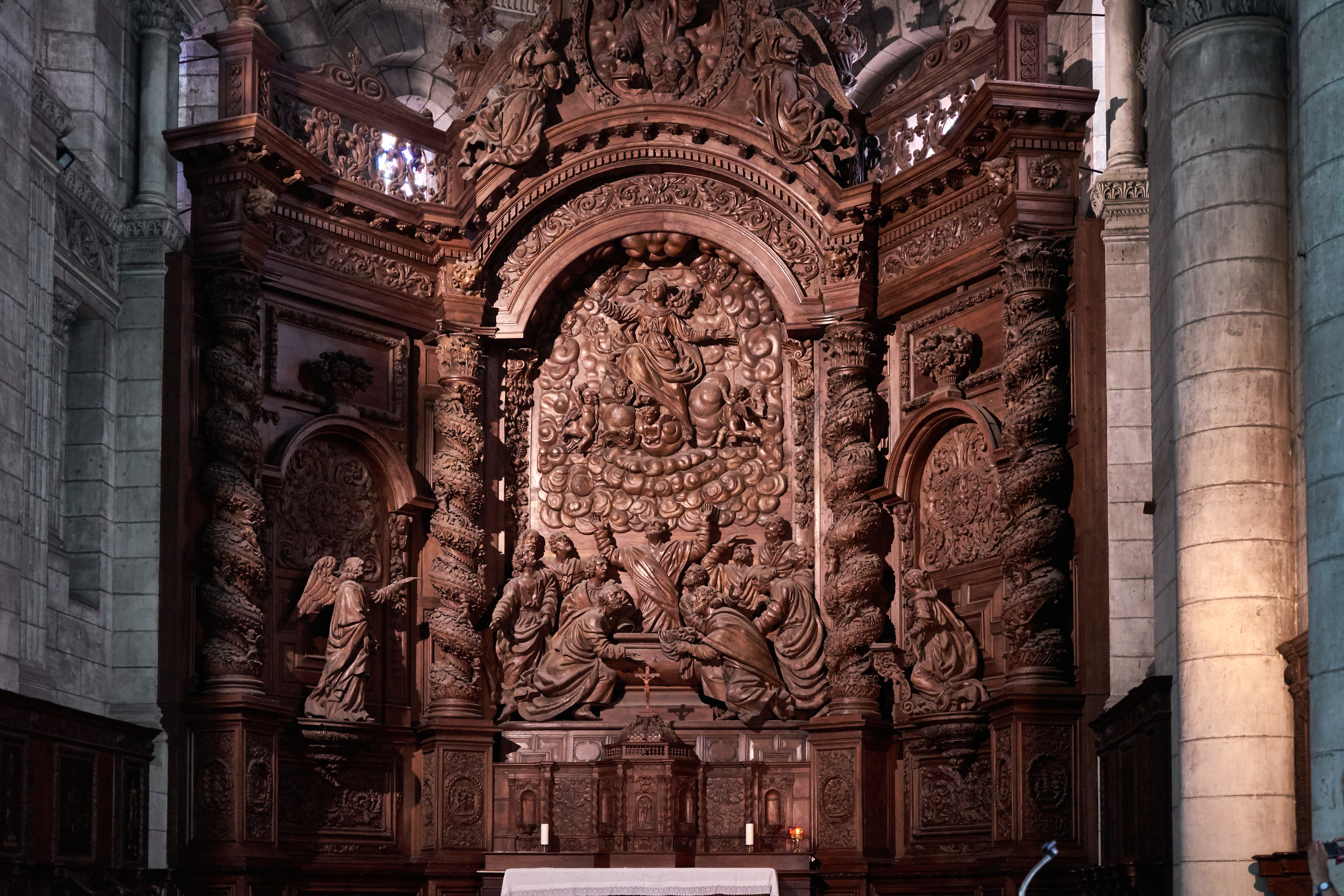
Retable de la chapelle des jésuites, aujourd'hui à la cathédrale Saint-Front de Périgueux.

Le tabernacle et le retable du maître-autel de l'église sont commandés en 1652 à Mathieu Le Pilleux,,. Il a peut-être travaillé sur l'autel, entre 1652 et 1660 mais cette hypothèse a été critiquée en attribuant l'autel au Père Laville ou au Père Belleville qui est présent à Périgueux entre 1684 et 1690 où il est cité comme faber lignaris. Le chanoine Roux préfère lui attribuer la chaire de la chapelle.En 1654, le frère Simon Taillefer travaille à dorer le tabernacle. Une minute du notaire Maigne du 9 janvier 1656 mentionne le dernier paiement des verrières. 
La ville verse chaque année 2 000 livres jusqu'en 1762 sur un budget annuel total de la commune compris entre 8 000 et 12 000 livres.
L'arrêt du parlement de Bordeaux est pris contre les Jésuites le 26 mai 1762, à la suite de l'arrêt du parlement de Paris, ordonnant la fermeture de leurs collèges. Les Jésuites ont quitté Périgueux le 1er août.

## Postérité du bâtiment

### Collège des Pères de la Doctrine chrétienne
Après le départ des Jésuites, le collège est d'abord confié aux Jacobins, puis à la Petite Mission. 
Un accord est passé entre le consulat et les Pères de la doctrine chrétienne ou doctrinaires en 1769.

### École Centrale
Le collège disparaît au début de la Révolution. Il est remplacé par une prison pour 300 détenus, puis un casernement et un entrepôt.
L'école Centrale de Périgueux y est installée en application de la loi du 7 ventôse an III (26 février 1795) qui a été adoptée après la présentation d'un décret soumis à la Convention nationale par Joseph Lakanal, le 26 février an II. Devant les difficultés pour créer ces écoles, la Convention a réduit de quatorze à neuf le nombre de chaires par la loi du 3 brumaire an IV (24 octobre 1795). L'école est inaugurée le 10 germinal an V (30 mars 1797). Une bibliothèque publique y est ouverte. Un pensionnat s'est ouvert dans le couvent des Bénédictines (couvent de Saint-Benoît), ou Petit-Ligueux, au commencement de l'an IX sous la direction du citoyen Loqueyssie, ancien vicaire général de l'évêque de Sarlat Albaret.
La loi du 11 floréal an X (30 avril 1802)  a supprimé les écoles Centrales pour les remplacer par des écoles secondaires et des lycées le 13 frimaire an XI. L'école a fermé en l'an XII. Le collège rejoint le pensionnat central du Petit-Ligueux en 1803. Le collège devient une école secondaire. Le décret Impérial de 1811 a fait de l’école secondaire « Loqueyssie » un collège communal. Pierre Magne, député de la Dordogne, a obtenu, le 9 septembre 1845, du roi Louis-Philippe, un décret transformant le collège municipal en Collège Royal. Des travaux d'aménagement y sont faits entre 1827 et 1832 par l'architecte de la ville Louis Catoire. Le Collège Royal est devenu le lycée de Périgueux en 1848. Un grand projet de reconstruction du lycée est mis en chantier en 1847 par l'architecte Élie Poncet Cruveiller (ou Cruveilher), terminé en 1856. Il prend le nom du troubadour Bertran de Born en 1971 et devient le lycée Bertran de Born.

### Hôtel de préfecture de la Dordogne
En 1804, les bâtiments sont destinés à recevoir l'hôtel de préfecture. La ville de Périgueux a vendu le site au Département pour 40 000 francs. La ville a le souhait d'utiliser cette somme pour construire un hôtel de ville et une salle de spectacles. Les travaux commencent en 1807 sous la direction de l'architecte bordelais du département Louis Combes (1757-1818). Dans un rapport de novembre 1809, l'architecte propose de reconstruire les bâtiments de la cour et vante le « très bon effet » de la façade. 
L'église du collège des Jésuites est démolie à partir de 1808. Le retable du collège des jésuites est déposé dans la cathédrale Saint-Front. À la place de la chapelle a été édifiée une entrée monumentale sur la préconisation de Wlgrin de Taillefer et de l'ingénieur des Ponts et Chaussées Olivier-Duvaucelle (†1827). Les pierres de taille, les pilastres et entablements sont récupérés et reposés sur la façade du bâtiment et le porche d'entrée. La façade principale est scandée par dix pilastres colossaux supportant un lourd entablement. Après la vente des pierres de la chapelle, le coût des travaux s'est monté à 100 000 frencs.
Après la démolition de cette église, le retable a été remonté en 1811 dans l'absidiole nord de la cathédrale Saint-Front. Il est déplacé sur le côté nord de la nef pendant les travaux de restauration de la cathédrale par Paul Abadie puis transféré dans l'église Saint-Étienne-de-la-Cité en octobre 1882. En 1974, après le concile Vatican II, la disposition de la cathédrale est modifiée. Le maître-autel est placé au centre de la cathédrale pour que le desservant soit face aux fidèles pendant les offices. L'abside romane construite par Paul Abadie étant nue, Jean Secret a proposé d'y replacer le retable baroque de l'église du collège des Jésuites dont le style ne s'accordait pas avec l'église Saint-Étienne-de-la-Cité. Il est finalement revenu dans la cathédrale Saint-Front, en 1974, après restauration.
La préfecture reste sur le site jusqu'à la fin de la construction du nouvel hôtel de préfecture de la Dordogne.

### École normale d'institutrices
L'école normale d'institutrices s'installe dans les lieux en 1882.

### Archives départementales de la Dordogne
Après le départ de l'école normale d'institutrices, les bâtiments sont affectés aux archives départementales.

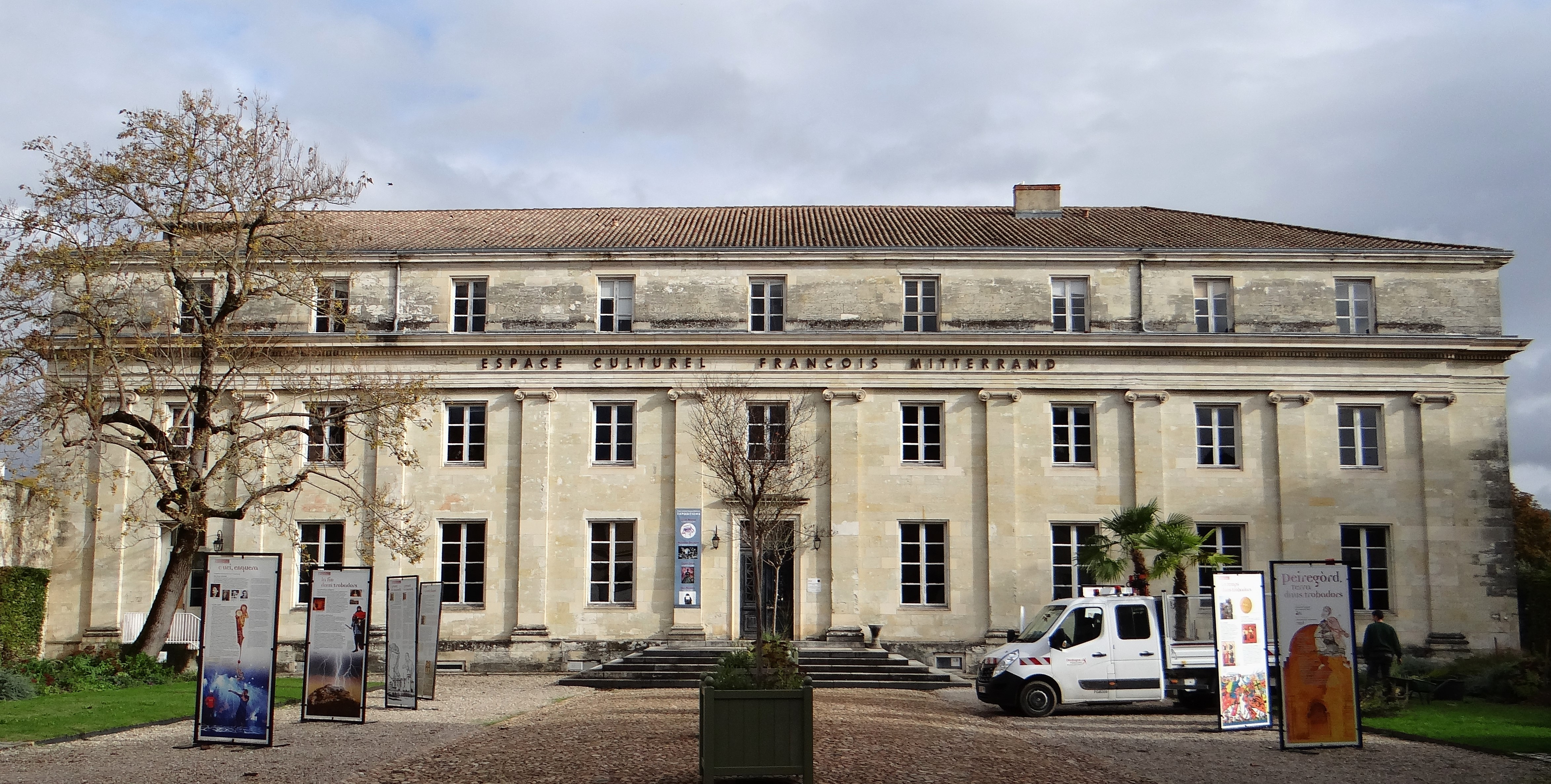
Espace culture François Mitterrand

### Espace culturel François-Mitterrand
En 1996, les bâtiments deviennent l'Espace culturel François-Mitterrand. Plusieurs services du département y sont installés.

## Personnalités ayant étudié au collège de Périgueux
- François-Joseph de Lagrange-Chancel.
- Jean Antoine Gros de Beler, abbé de Chancelade.